# Copa del Rei de futbol 1916
La Copa del Rei de futbol 1916 va ser la 14ena edició de la Copa d'Espanya.

## Detalls
La competició es disputà entre el 26 de març i el 7 de maig de 1916.
Equips participants:
- Regió Nord: Athletic Bilbao
- Regió Centre: Madrid CF
- Regió Sud: Español de Cádiz
- Galícia: Fortuna de Vigo
- Catalunya: FC Barcelona

Finalment, Fortuna de Vigo i Español de Cádiz no es van inscriure a la competició.

## Fase final
|  | Semifinals              | Semifinals              | Semifinals              |  |  | Final     | Final     |
|  | 23 de març - 14 d'abril | 23 de març - 14 d'abril | 23 de març - 14 d'abril |  |  | 7 de maig | 7 de maig |
|  |                         |                         |                         |  |  |           |           |
|  | FC Barcelona            | 2                       | 1                       |  |  |           |           |
|  | Madrid FC               | 1                       | 4                       |  |  |           |           |
|  |                         |                         |                         |  |  | Madrid FC | 0         |
|  |                         |                         |                         |  |  |           |           |
|  |                         | Athletic Club           | 4                       |  |  |           |           |
|  |                         |                         |                         |  |  |           |           |
|  |                         |                         |                         |  |  |           |           |

## Semifinal

### Anada
| FC Barcelona                                | 2-1 | Madrid CF         |
| ------------------------------------------- | --- | ----------------- |
| Paulino Alcántara 39' · Vicenç Martínez 85' |     | Santiago Bernabéu |

### Tornada
| Madrid CF                                                    | 4-1 | FC Barcelona        |
| ------------------------------------------------------------ | --- | ------------------- |
| Santiago Bernabéu 35' (pen.), 40', 60' · Juan José Petit 80' |     | Vicenç Martínez 20' |

### Desempat
| Madrid CF                                                         | 6-6 (pr.) | FC Barcelona                                                                                      |
| ----------------------------------------------------------------- | --------- | ------------------------------------------------------------------------------------------------- |
| Luis Belaunde 2' (?), 87' · Santiago Bernabéu ?' (?), 118' (pen.) |           | Paulino Alcántara 15', 30', 102' · Casimir Mallorquí 67' · Gabriel Bau 70' · Vicenç Martínez 112' |

### Segon desempat
| Madrid CF                                                             | 4-2 (pr.) | FC Barcelona             |
| --------------------------------------------------------------------- | --------- | ------------------------ |
| Santiago Bernabéu · Zabalo · Sotero Aranguren · Sotero Aranguren 108' |           | Vicenç Martínez 11', 38' |

## Final
| Athletic Bilbao                                     | 4 - 0 | Madrid FC |
| --------------------------------------------------- | ----- | --------- |
| Domingo Acedo 12' · Félix Zubizarreta 23', 60', 69' |       |           |

## Campió
| Campions de la Copa d'Espanya 1916 |
| ---------------------------------- |
| · Athletic Club · 7è títol         |